# Nathalie Delon
Nathalie Delon (născută Nathalie Canovas; n. 1 august 1941, Oujda, Marocul francez – d. 21 ianuarie 2021, Paris Centre⁠(d), Métropole du Grand Paris, Franța) a fost o actriță franceză de film.
O perioadă a fost soția lui Alain Delon, cu care are un copil: Anthony Delon.

## Filmografie

### Actriță
- 1967 Samuraiul - Le samouraï regia Jean-Pierre Melville
- 1969 Armata umbrelor - L'armée des ombres regia Jean-Pierre Melville
- 1971    Aur pentru rechini  -  When Eight Bells Toll regia Étienne Périer
- 1972 Barbă Albastră (Bluebeard), regia Edward Dmytryk
- 1975 O englezoaică romantică (The Romantic Englishwoman), regia Joseph Losey
- 1976 O nevastă credincioasă (Une femme fidèle), regia Roger Vadim

### Regie
- 1982 Ils appellent ça un accident corealizare cu Yves Deschamps cu Nathalie Delon, Patrick Norbert, Gilles Segal, Jean-Pierre Bagot
- 1988 Dulci minciuni (Sweet Lies) cu Treat Williams, Joanna Pacuła, Julianne Phillips, Gisèle Casadesus, Bernard Fresson